# Češnjevek (Cerklje na Gorenjskem)
Češnjevek is een plaats in Slovenië en maakt deel uit van de gemeente Cerklje na Gorenjskem in de NUTS-3-regio Gorenjska. De plaats telde 160 inwoners op 1 januari 2020.
Adergas · Ambrož pod Krvavcem · Apno · Cerkljanska Dobrava · Dvorje, Češnjevek · Glinje, Grad · Lahovče · Poženik · Praprotna Polica · Pšata · Pšenična Polica · Ravne · Sidraž · Spodnji Brnik · Stiška vas · Sveti Lenart · Šenturška Gora · Šmartno · Štefanja Gora · Trata pri Velesovem · Vašca · Velesovo · Viševca · Vopovlje · Vrhovje · Zalog pri Cerkljah · Zgornji Brnik